# David Òrrit i Serrano
David Òrrit Serrano, (Santpedor, 1 d'octubre de 2000) és un jugador de bàsquet espanyol. El seu lloc natural a la pista és el de base. Actualment juga al Bàsquet Manresa de la lliga ACB.
És un base e les categories inferiors del Bàsquet Manresa. Comença a la temporada 2017-18 a les files de l'equip vinculat, el Club Bàsquet Martorell a la Lliga EBA. En aquesta mateixa temporada, amb només 17 anys debuta amb el Bàsquet Manresa a la Lliga LEB Or, disputant dues trobades.
Comença la temporada 2018-19 a les files del Barberà Team Values del Grup C de la Lliga EBA, en els que fa de mitjana 10.3 punts per trobada en els 25.5 minuts de cada partit. El 17 de març de 2019 debuta amb el Baxi Manresa a la Lliga ACB, després de fer 11:51 minuts i anotar 8 punts a la trobada en el WiZink Center davant el Reial Madrid de Bàsquet en una derrota per 91 a 57.

## Clubs
- Club Bàsquet Martorell (2017-2018)
- Bàsquet Manresa (2018)
- Barbera Team Values (2018-2019)
- Bàsquet Manresa (2019-)